# 草原乡 (松潘县)
草原乡 (藏語：ནོར་བ་，威利转写：nor ba，THL：norwa)，是中华人民共和国四川省阿坝藏族羌族自治州松潘县曾经下辖的一个乡。2019年12月，撤销草原乡，将其所属行政区域划归毛儿盖镇管辖。

## 行政区划
草原乡撤销前下辖以下地区：
草原村。